# 動物神探隊
《动物神探队》（英語：The Creature Cases）是一部英國Silvergate Media與法國TeamTO製作的兒童3D動畫，該系列於2022年4月12日於Netflix發布，同年6月9日在腾讯视频上线。

## 劇情
兩名動物探員—雪豹阿姆（Sam Snow）和狐狸小溪（Kit Casey）前往地球的各個角落，利用阿姆的偵探技能和小溪豐富的動物學知識來解開動物王國的許多謎團。

## 外部連結
- 在Netflix上觀看《動物神探隊》
- 互联网电影数据库（IMDb）上《動物神探隊》的资料（英文）